# Tomonori Hirayama
Tomonori Hirayama (平山 智規?, Hirayama Tomonori; Prefettura di Shizuoka, 9 gennaio 1978) è un ex calciatore giapponese, di ruolo centrocampista.